# فايز الكندري
فايز محمد أحمد جمال الكندري (1975-) هو مواطنٌ كويتي احتُجز خارج نطاق القضاء في معتقل غوانتانامو من قِبل الولايات المتحدة في كوبا، في الفترة ما بين 2002 حتى 2016.
لم يُتهم بارتكاب جرائم حرب. أفادت وزارة الدفاع الأمريكية أنه ولد في 3 يونيو 1975 في مدينة الكويت. يذكر فايز أنه سافر إلى أفغانستان للقيام بالإغاثة والأعمال الخيرية، فاختطفه بعض الأفغان وباعوه للقوات الأمريكية على أنه عضوٌ في القاعدة، فاحتجر في قاعدة بغرام، ثم نُقل إلى غوانتانامو، وظل محتجزًا في غوانتانامو لمدة أربعة عشر عامًا، حتى نُقل إلى الكويت في 8 يناير 2016. ويُعتبر آخر المعتقلين الكويتيين في غوانتانامو.

## خطة الإفراج عنه
أصدر رئيس الولايات المتحدة باراك أوباما في 21 يناير 2009، ثلاثة أوامر تنفيذية تتعلق باحتجاز أفراد في غوانتانامو. في 9 أبريل 2013 كان فايز محمد أحمد الكندري واحدًا من 71 شخصًا اعتبروا أبرياء، لكن الإفراج عنهم أمرٌ خطيرٌ جدًا، حيث قال أوباما أنَّ الإفراج عنهم خطرٌ للغاية؛ لذا سيبدأون في تلقي مراجعات من مجلس المراجعة الدورية.

## عودته إلى الكويت
بعد إتمام لجنة المراجعة عملها أوصت بإطلاق سراحه في 14 يوليو 2014. في مايو 2015، سافر الشيخ محمد الخالد الحمد الصباح وزير الداخلية الكويتي ونائب رئيس الوزراء إلى واشنطن العاصمة وجدّد اهتمام الكويت بالإفراج عنه. ونٌقل إلى الكويت في 8 يناير 2016. وفي 2020 نشر كتابًا بعنوان «البلاء الشديد والميلاد الجديد؛ أربعة عشر عامًا في غوانتانامو».

## من مؤلفاته
- كتاب: «البلاء الشديد والميلاد الجديد»، (كتاب يروي تفاصيل 14 عامًا من حياة معتقل كويتي في غوانتانامو).[13]

## وصلات خارجية
- مقاومة الظلم في غوانتنامو: قصة فايز الكندري آندي ورثينجتون، 17 أكتوبر 2009
- المحامي العسكري الأمريكي: الكويت بحاجة للتحدث عن معتقل غوانتانامو آندي ورثينجتون، 26 فبراير 2010
- موقع لجنة الأسرة الكويتية
- موقع الكرنفال السياسي - الجزء 3
- موقع الكرنفال السياسي - الجزء الرابع